# Okultizam
Okultizam (lat.: occultus, „skriven“, „tajan“) se tumači kao skriveno znanje nedostupno većini, dostupno samo pojedincima koji istražuju duhovnu stvarnost koja se nalazi van dosega osjetilnog opažanja. Metode koje se primjenjuju su proučavanje ezoteričnih spisa, meditacija; s ciljem dosezanja viših stupnjeva svijesti. Zbog svoje duhovne naravi, okultizam je usko povezan s religijom. Ravnopravan pojam je i ezoterija.

## Etimologija
Riječ occultus prvi je upotrijebio njemački liječnik Cornelius Agrippa u knjizi "De Occulta Philosophia" (O tajnoj filozofiji), objavljenoj 1533. godine, a koja predstavlja najpoznatije djelo o magiji u renesansi.
S druge strane riječ okultizam prvi je izrijekom spomenuo francuski okultist Eliphas Levi 1856. godine: "Usudili smo se prokopati po ruševinama bivših svetišta okultizma."

## Tajna vještina
Okultizam je i vjerovanje u "okultne sile" i praksa "okultnih znanosti".
Okultizam zastupa postojanje "fluida" putem kojih se nevidljivi svijet očituje u vidljivom, istražuje analogije i veze između vidljivog i nevidljivog, i odnos između bića i vidljivih pojava. Zalaže se za čuvanje tajnosti dogme i obreda. 
Okultizam u užem smislu podrazumijeva sva okultna umijeća i okultne znanosti. 
Jednako tako, okultizam označava tajnu vještinu i proces spozanje više i nedokučive istine. Često se povezuje i nadopunjuje religijskim i filozofskim elementima poput gnosticizma, hermetizma, neoplatonizma, kabale, teleme i teozofije.
Među okultne znanosti općenito se ubrajaju alkemija, astrologija, magija, hermetizam, kabala, tarot i numerologija.

## Negativno značenje
Ovaj pojam često se koristi i u negativnom smislu. Štetan utjecaj pripisuje se raznim pokretima i osobama koje se vezuju uz sam okultizam. Pokreti i pojave kao što su sotonizam, spiritizam, crna magija, crna misa, kao i pojedinci koji se bave ovim djelovanjima, opisuju se kao štetni, namijenjeni samo stjecanju osobne koristi; ili se jednostavno tako tumače zbog izvođenja tajnih nepoznatih obreda koje navodno zahtijevaju ljudske žrtve, prolijevanje krvi i slično.